# Рудрапраяг (округ)
Рудрапраяг (гінді रुद्रप्रयाग जिला, англ. Rudraprayag) — округ індійського штату Уттаракханд із центром у місті Рудрапраяг, розташований в регіоні Гархвал. Його населення — 227 тис. мешканців станом на 2001 рік. Міста та поселення округу:
- Рудрапраяг
- Triyuginarayan
- Ґуптакаші
- Ґаурікунд
- Байнджі-Кандай-Вашджула